# Glorenza
Glorenza (Glurns in tedesco, Gluorn in romancio) è un comune italiano di 939 abitanti della provincia autonoma di Bolzano - Südtirol in Trentino-Alto Adige, situato nell'Alta Val Venosta, lungo la strada verso il Passo del Forno. Si trova a 10 chilometri dal confine svizzero.
È il più piccolo comune dell'Alto Adige a fregiarsi del titolo di città (in tedesco Stadtgemeinde). A Glorenza esiste il detto: "La nostra città è così piccola che dobbiamo andare a messa fuori dalle mura".

## Geografia fisica

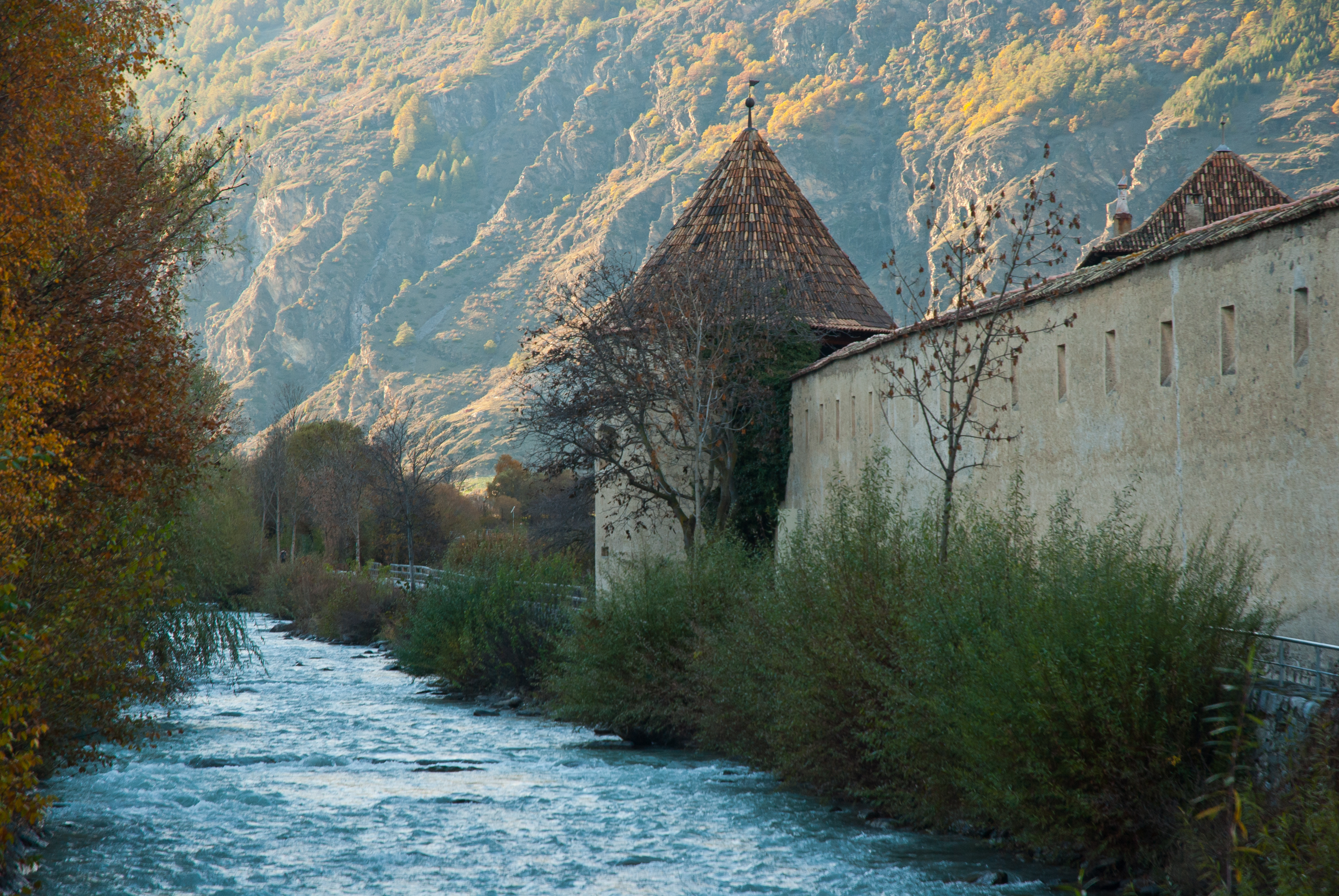
L'Adige nel tratto che attraversa Glorenza

Glorenza è situata in Alta Val Venosta, presso i paesi di Malles Venosta e Sluderno.
La città è attraversata dal fiume Adige.

## Origini del nome
Il toponimo è attestato come "Glurnis" nel 1163 e "Glurns" nel 1228. Esso deriva da colurnus, variante del latino corylus (che significa "nocciolo").

## Storia

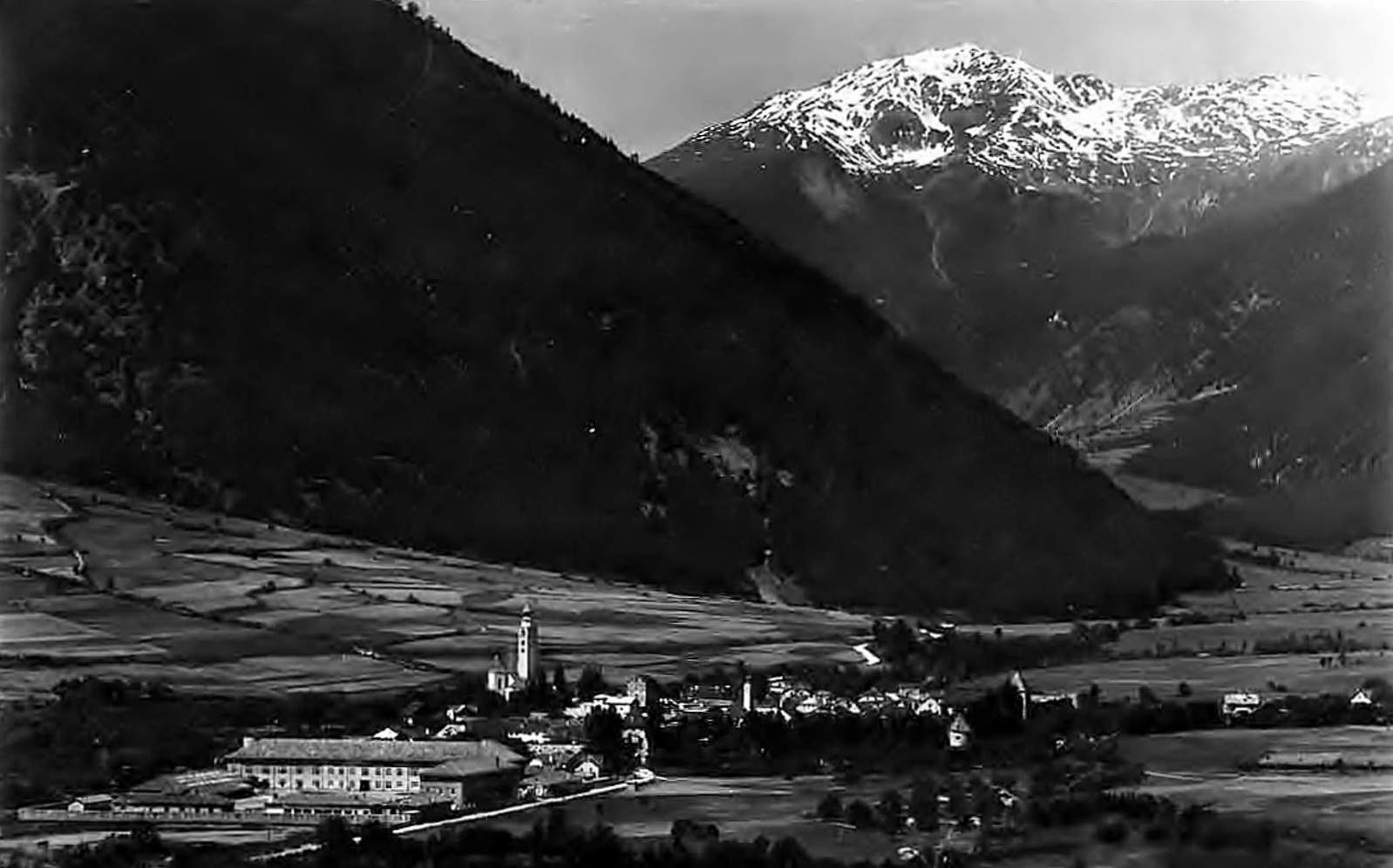
Antica vista di Glorenza

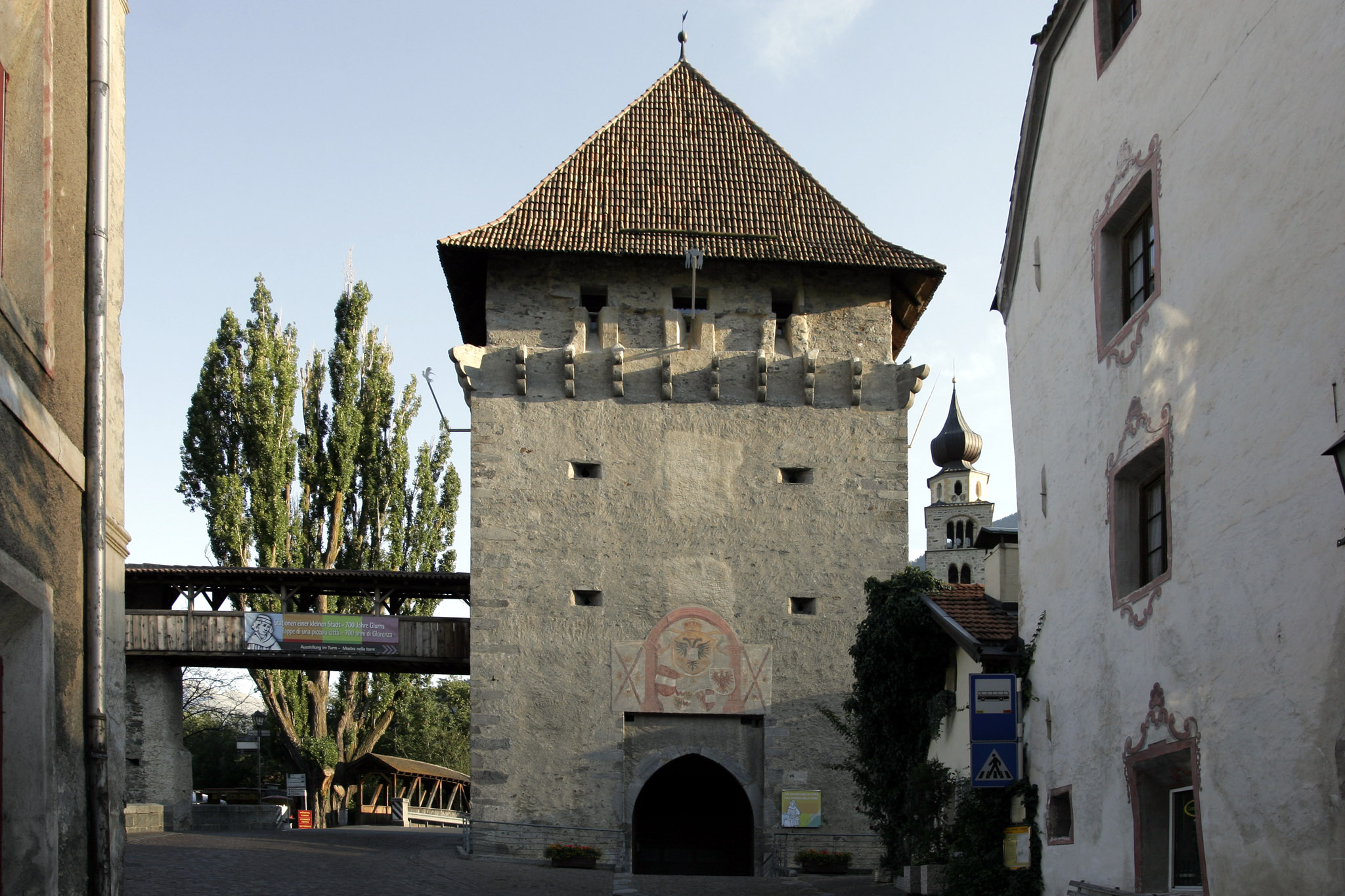
Una delle porte della città

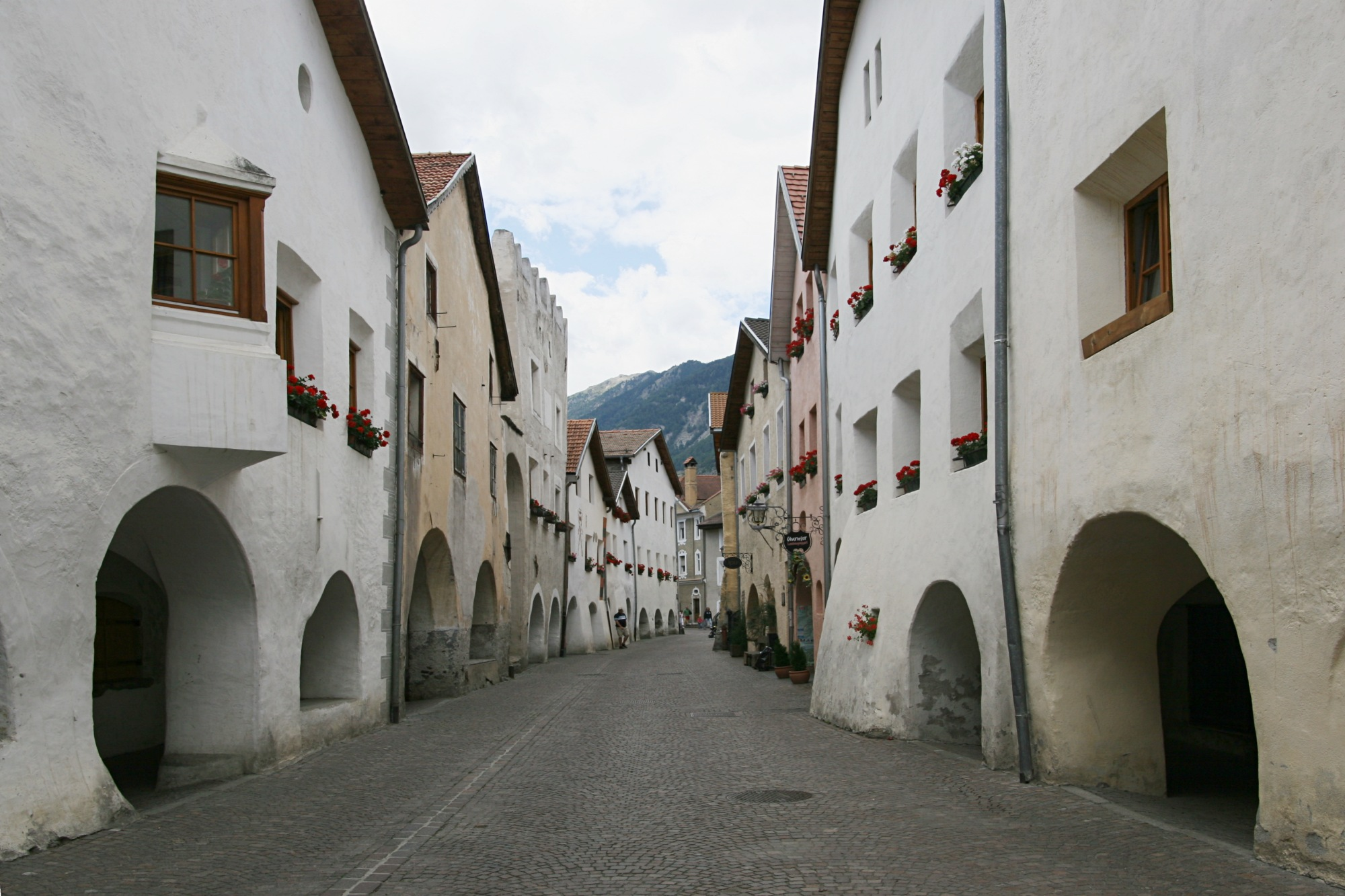
Le vie del centro

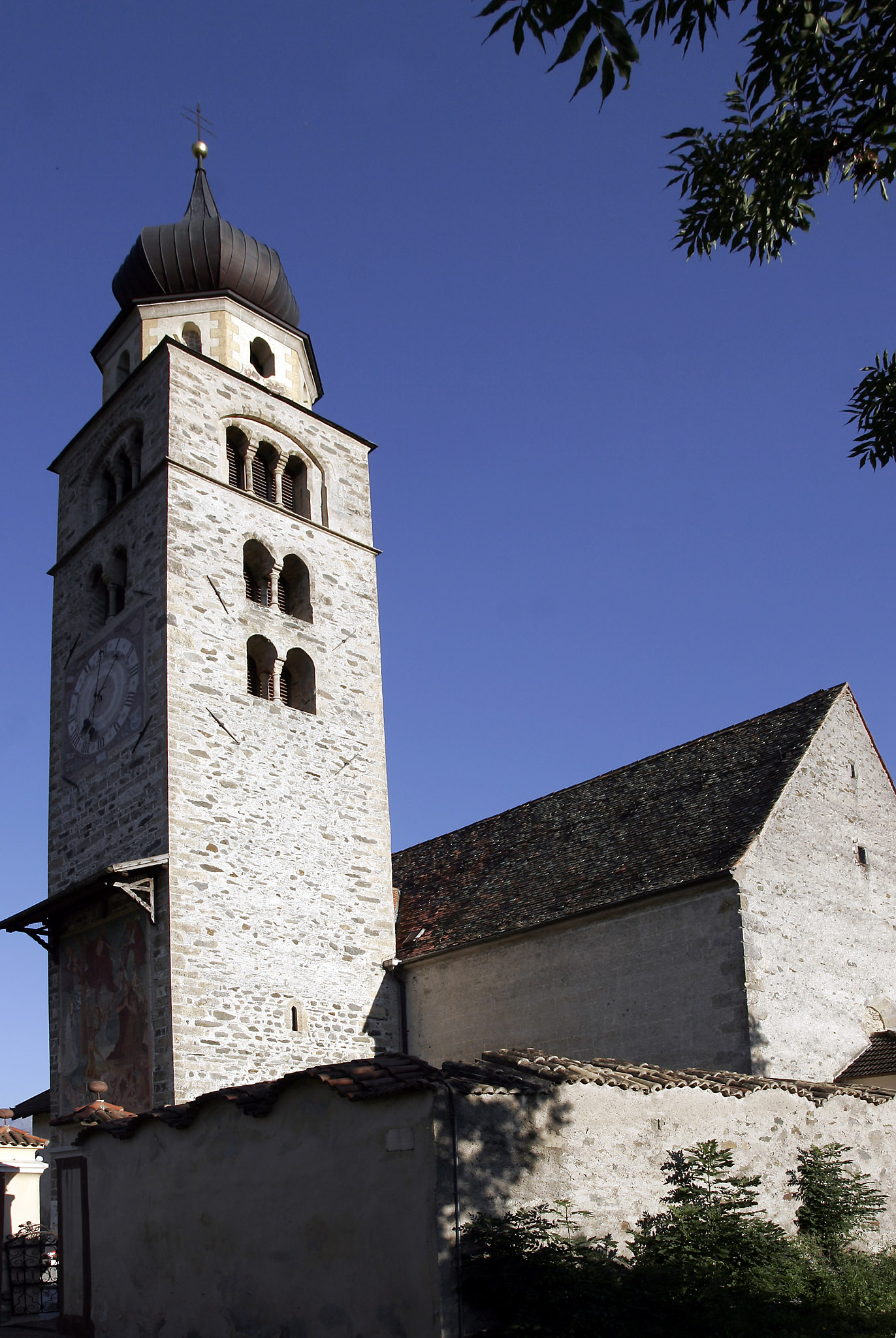
La chiesa di San Pancrazio

Nel 1309 Glorenza fu elevata a città (risultando la più piccola delle otto presenti nella provincia). Venne completamente rasa al suolo nel 1499, dopo la battaglia della Calva, nel corso della guerra sveva, che opponeva l'imperatore Massimiliano I alla Confederazione dei tredici Cantoni. Dopo questa distruzione, l'imperatore Massimiliano decise di ricostruirla e di munirla di mura (le quali si sono conservate intatte fino al presente e sono uno dei principali luoghi d'interesse della città), trasformandola in una testa di ponte verso i possedimenti asburgici in Svizzera. Anche dopo che questi, poco tempo dopo, furono perduti, Glorenza conobbe comunque lunghi secoli di prosperità come città mercantile, grazie soprattutto al commercio del salgemma proveniente da Hall (Tirolo settentrionale) e destinato in Svizzera.
Nel 1500 Glorenza divenne sede di un tribunale civile (in precedenza situato a Malles) per volere di Massimiliano I. Tra i processi che ci sono stati tramandati vi fu quello dell'ottobre 1519, istruito a seguito di una denuncia sporta da tale Simon Fliess, abitante di Stelvio, per conto dei suoi compaesani, contro il giudice Wilhelm Hasslinger, accusato di non aver fatto abbastanza per contrastare la presenza dei ratti nella zona. Il procedimento si concluse un anno dopo, allorché la sentenza del giudice ordinò la costruzione di un ponte lungo l'Adige per consentire la migrazione dei topi.
Fino all'annessione dell'Alto Adige all'Italia, nel 1919, Glorenza rimase la sede giudiziaria competente per tutta l'Alta Val Venosta.
Tra l'abitato di Malles e quello di Glorenza venne edificato lo sbarramento Malles-Glorenza, un avamposto militare facente parte del Vallo Alpino in Alto Adige, che con i suoi bunker, difendeva il territorio da una possibile invasione.
Nel 1853 il comune di Curon cercò di abbassare il livello dell'acqua del Lago Mittersee al fine di bonificare l'area e creare aree agricole, costruendo un nuovo argine. Nella primavera del 1855 - a lavori quasi terminati – il livello dell'acqua iniziò a salire a causa delle forti piogge e dello scioglimento della neve, ed ebbe come conseguenza la rottura dell'argine. Neanche il lago Haidersee, posto a quota più bassa, riuscì a trattenere la defluizione dell'acqua che arrivò a distruggere i comuni di Burgusio, Clusio e Laudes. All'interno del fondovalle si venne a creare un lago paludoso vicino ai comuni di Sluderno e di Glorenza. Grazie alle mura fortificate, la città non subì la distruzione totale e non si registrarono morti; tuttavia i danni furono notevoli. Donazioni per la ricostruzione dei paesi calamitati arrivarono da tutto l'impero austro-ungarico e da città come New York e Boston.
In epoca fascista, sopra le porte murarie della città vennero scolpite scritte inneggianti al fascismo, con annessa firma di Mussolini. Tali frasi furono cancellate nel 1945, ma risultano tuttora parzialmente leggibili.
Dalla fine del XX secolo il borgo ha conosciuto una crescente importanza come centro d'attrazione turistica, essendo altresì inserito nel circuito "I borghi più belli d'Italia".

### Simboli
L'aquila rappresenta l'appartenenza della località al Tirolo, mentre i colori nero, argento e rosso sono quelli della città. L'emblema è stato concesso il 9 gennaio 1528 da Ferdinando I d'Asburgo e riconfermato nel 1904.
Il gonfalone è un drappo interzato in fascia di nero, di bianco e di rosso.

## Monumenti e luoghi d'interesse

### Architetture religiose
- Chiesa di San Pancrazio, chiesa parrocchiale patronale.

### Architetture militari
- Porta di Sluderno. Una delle torri imponenti delle mura della città di Glorenza in Val Venosta ospita un’esposizione e l’ufficio del turismo locale.

A est di Glorenza fu costruita tra il 1934 e il 1935 la caserma dedicata al tenente generale Giuseppe Petitti di Roreto, medaglia d'oro al Valor Militare durante la prima guerra mondiale.
Prima dello scoppio della seconda guerra mondiale la caserma ospitò alcuni reparti della Guardia alla Frontiera. Dopo il conflitto, essa divenne sede di diversi distaccamenti:
- dal 1953 al 1957: II gruppo sbarramenti;
- dal 1957 al 1958: II battaglione Alpini da Posizione;
- dal 1958 al 1962: XXX battaglione Alpini da Posizione;
- dal 1962 al 1963: XXX battaglione Alpini d'Arresto;
- nel 1963: comando battaglione Alpini d'Arresto "Val Camonica";
- dal 1963 al 1979: 250ª e 251ª compagnia Alpini d'Arresto "Val Chiese" (che dal 1979 passarono al "Val Brenta");
- dal 1975 al a marzo 1991: 46ª e 49ª compagnia Alpini del Battaglione alpini "Tirano".

In seguito la caserma fu utilizzata a scopo addestrativo dal Battaglione d'arresto "Edolo" di Merano: i soldati potevano esercitarsi mediante l'uso di torrette enucleate provenienti dal carro armato Sherman Firefly con un riduttore per usare le cartucce del 91 a tiro ridotto.
Negli ultimi anni della sua esistenza la caserma fu utilizzata come posto temporaneo per ospitare i profughi che fuggivano dal conflitto balcanico. Dopo di che, dal demanio la caserma passò nelle mani della provincia autonoma di Bolzano che decise di abbatterla nel 2003 per poter costruire un nuovo parcheggio. Nel luogo ove sorgeva è stato posto un piccolo cippo commemorativo.

## Società

### Ripartizione linguistica
La sua popolazione è in larga maggioranza di madrelingua tedesca:
| %      | Ripartizione linguistica (gruppi principali) |
| ------ | -------------------------------------------- |
| 96,49% | madrelingua tedesca                          |
| 3,51%  | madrelingua italiana                         |
| 0,00%  | madrelingua ladina                           |

### Evoluzione demografica
Abitanti censiti

## Cultura

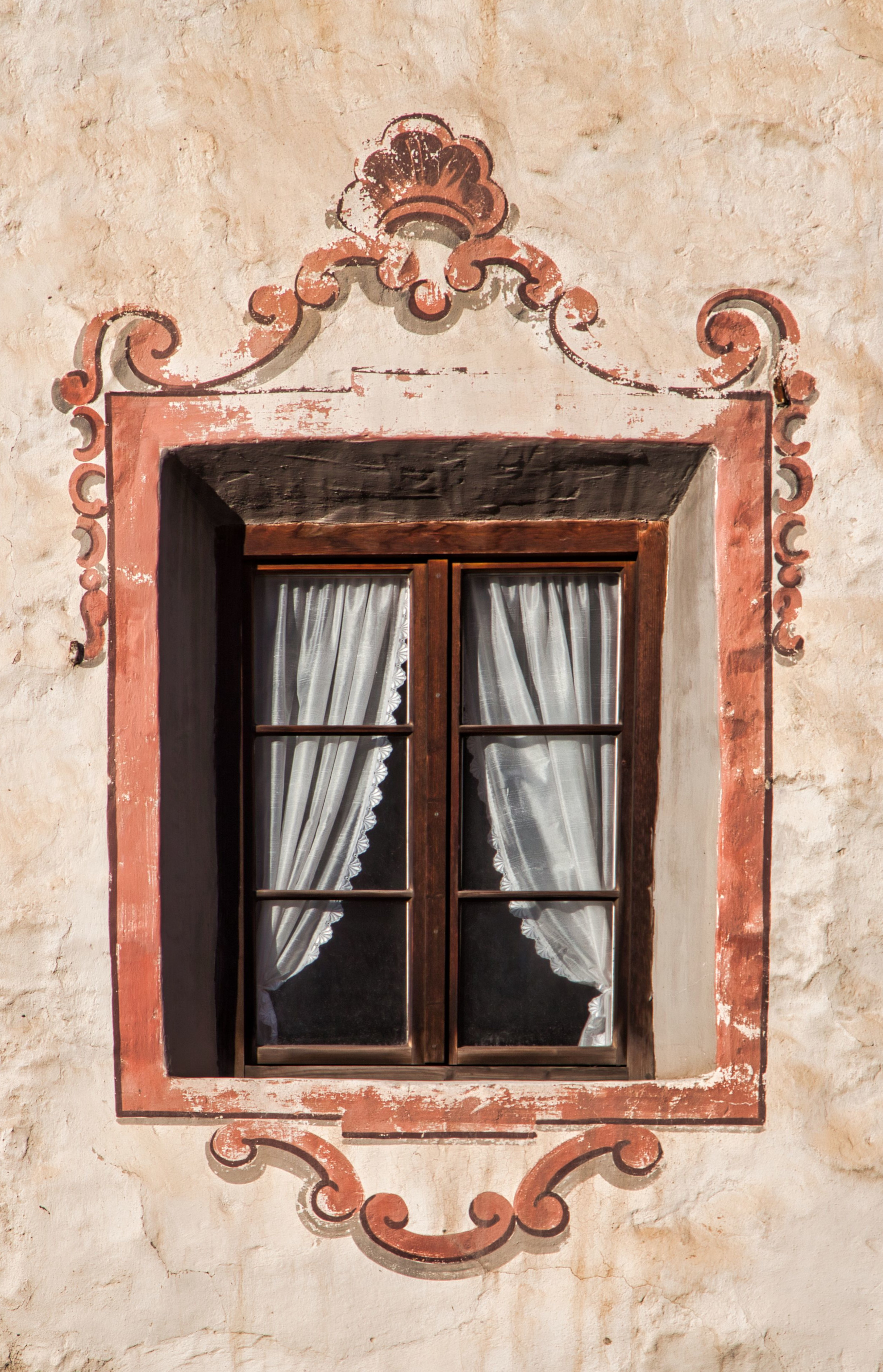
Finestra incorniciata ad affresco

### Eventi
- Ogni 2 novembre si tiene il Sealamorkt ("Mercato delle anime", per la ricorrenza del giorno dei defunti), ultimo ricordo della grande tradizione mercantile.
- Dal 7 al 9 dicembre, durante il ponte dell'Immacolata, si tiene il tradizionale Mercatino di Natale.

## Infrastrutture e trasporti

### Strade
A Glorenza transita il tracciato della Strada statale 41 di Val Monastero, che da Sluderno conduce a Tubre e quindi (superato il confine di stato) nella Val Monastero (Svizzera).

### Ferrovie
Glorenza è servita dalla stazione di Sluderno della ferrovia della Val Venosta (che unisce Merano a Malles Venosta).

## Amministrazione

Gonfalone comunale

| Periodo | Periodo   | Primo cittadino       | Partito      | Carica  | Note |
| ------- | --------- | --------------------- | ------------ | ------- | ---- |
| 2005    | 2015      | Erich Josef Wallnöfer | SVP          | Sindaco |      |
| 2015    | 2020      | Alois Frank           | SVP          | Sindaco |      |
| 2021    | in carica | Erich Josef Wallnöfer | lista civica | Sindaco |      |